# Polska szkoła filmowa
Polska szkoła filmowa (szkoła polska) – formacja artystyczna obecna w kinematografii polskiej w latach 1956–1963. Źródłami inspiracji dla niej były neorealizm włoski, ekspresjonizm oraz film noir, celem zaś – zerwanie z estetyką kina socrealistycznego.
Polska szkoła filmowa była tematycznie różnorodna, aczkolwiek stale powracał w niej rozrachunek z okresem II wojny światowej, będącej przeżyciem pokoleniowym dla artystów urodzonych w latach 20. Twórcami szkoły polskiej byli między innymi reżyserzy: Andrzej Wajda, Andrzej Munk, Tadeusz Konwicki, Wojciech Jerzy Has, Jerzy Kawalerowicz, Kazimierz Kutz, Stanisław Różewicz, scenarzysta Jerzy Stefan Stawiński, operatorzy: Jerzy Lipman, Kurt Weber, Jerzy Wójcik, Jan Laskowski, aktorzy: Zbigniew Cybulski, Bogumił Kobiela, Tadeusz Janczar, Adam Pawlikowski, kompozytorzy: Jan Krenz, Andrzej Markowski, Tadeusz Baird oraz scenografowie Roman Mann i Anatol Radzinowicz.
Bodźcami dla zmian umożliwiających narodziny nurtu były wydarzenia październikowe 1956 roku oraz równoczesne wyodrębnienie się zespołów filmowych, np. „Kadr” i „Kamera”. Dzieła polskiej szkoły filmowej były wielokrotnie nagradzane za granicą, zwracając uwagę światowej krytyki na przemiany w narodowej kinematografii. Równocześnie wzbudzały burzliwe dyskusje na temat mitów bohaterskich oraz bilansu wojny i okupacji. Pod adresem nurtu padały zarzuty dotyczące jego pesymistycznej wymowy, a w 1960 roku Sekretariat Komitetu Centralnego Polskiej Zjednoczonej Partii Robotniczej wydał tajną uchwałę w sprawie kinematografii, która faktycznie oznaczała koniec formacji. Choć zachodnia krytyka nie była nastawiona do nurtu entuzjastycznie, szkoła polska pozostaje – obok kina moralnego niepokoju – jednym z najważniejszych kierunków w historii kina polskiego.

## Niejednoznaczność nazwy i kłopoty z klasyfikacją

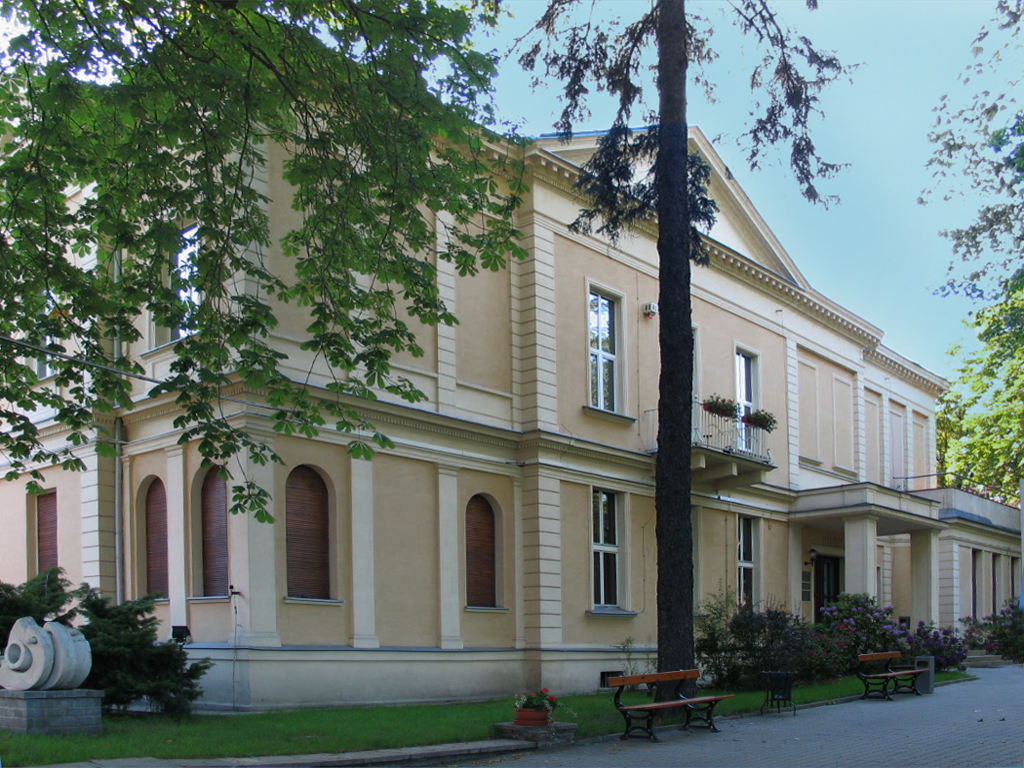
Siedziba Państwowej Wyższej Szkoły Filmowej w Łodzi

Termin „polska szkoła filmowa” w dużym stopniu zawdzięcza swoje powstanie Aleksandrowi Jackiewiczowi oraz Antoniemu Bohdziewiczowi, którzy już w latach 1954–1955 (jeszcze przed powstaniem pierwszych filmów zaliczanych do tej formacji) postulowali utworzenie tego nurtu, proponując jako wzór do naśladowania włoski neorealizm. Jackiewicz pisał: „Chciałbym, aby nasz film przygotował się do wielkiej rozprawy historycznej, społecznej i moralnej z otaczającym nas życiem, z naszym czasem, aby powstała polska szkoła filmowa godna wielkiej tradycji naszej sztuki”.
Marek Hendrykowski uważa, że w istocie nazwa nie jest adekwatna: to nie była „szkoła”, ale formacja intelektualno-artystyczna. Co prawda młodzi twórcy do niej zaliczani byli w większości wychowankami łódzkiej szkoły filmowej, ale już od początku różnili się stylem, a żaden z nich nie wspominał o swoim filmowym mistrzu.
Kłopot sprawia również klasyfikacja twórców i filmów. Ważnym tematem podejmowanym w tym czasie była wojna, ale zdaniem Hendrykowskiego nie można przy opisie szkoły polskiej pomijać filmów o tematyce współczesnej. Należy zwrócić uwagę na wewnętrzną ewolucję tej formacji, wielonurtowość i wielostylowość jej artystycznych poszukiwań. Postuluje on nową wykładnię, według której: szkoła polska ma charakter wielopostaciowy, podlegała przemianom, nie ma jednego wspólnego wyraźnie wytyczonego kierunku rozwoju, jest tworem wieloautorskim (nie jest dziełem tylko reżyserów, ale też scenarzystów, operatorów, aktorów czy scenografów), obejmuje zjawiska różnorodne (jest formacją o charakterze dialogu – elementem dyskursu).

## Geneza
W listopadzie 1949 roku w polskim kinie została zadekretowana poetyka realizmu socjalistycznego. Polegała ona na przyswajaniu widzowi polskiemu kodów charakterystycznych dla międzywojennego kina radzieckiego lat trzydziestych XX wieku, które umożliwiały szerzenie ideologii komunistycznej w uproszczonej formie. Poetyka socrealizmu polskiego w znacznym stopniu ograniczała autonomię młodych twórców, zwłaszcza że fabuła filmów socrealistycznych opierała się na schemacie nazywanym przez Tadeusza Lubelskiego kwartetem „mistrz” – „adept” – „satelita” – „wróg”. O ile jednak jawnie propagandowe filmy, takie jak zrealizowane kolektywnie Dwie brygady (1950), Żołnierz zwycięstwa (1953) Wandy Jakubowskiej, Niedaleko Warszawy (1954) Marii Kaniewskiej, były porażką artystyczną i komercyjną, o tyle sympatię widzów zjednały sobie dzieła łączące propagandową treść z komediowo-melodramatyczną konwencją polskiego kina międzywojennego. Realizowali je głównie przedwojenni reżyserzy, tacy jak Aleksander Ford (Młodość Chopina, 1953, Piątka z ulicy Barskiej, 1954), Leonard Buczkowski (Pierwszy start, 1950, Sprawa do załatwienia, 1953, Przygoda na Mariensztacie, 1954) oraz Jan Fethke (Irena do domu!, 1955). Część wspomnianych dzieł przypadała do gustu widzów dzięki chwytliwym piosenkom, przedstawiającym w pozytywnym świetle przemiany społeczne i polityczne w Polskiej Rzeczypospolitej Ludowej.
Na zmiany w kinematografii, które przyczyniły się do artystycznego renesansu polskiego filmu, wpłynęło kilka czynników. Jako pierwszy z nich wymienia się „odwilż” mającą miejsce po śmierci Józefa Stalina. Odprężenie polityczne, nasilone wskutek XX Zjazdu KPZR, a następnie wydarzeń październikowych 1956 roku, przełożyło się również na zwiększenie artystycznej swobody reżyserów. W listopadzie 1956 roku Centralny Urząd Kinematografii, główny organ nadzorujący produkcję filmową w Polsce Ludowej, został zlikwidowany, w jego miejsce utworzono Naczelny Zarząd Kinematografii, a produkcja filmów polskich uległa decentralizacji. W 1958 roku utworzono Zjednoczone Zespoły Realizatorów Filmowych, przedsiębiorstwo złożone z ośmiu zespołów filmowych: „Kadru”, „Kamery”, „Iluzjonu”, „Rytmu”, „Startu”, „Studia”, „Syreny” oraz „Drogi”. Były one formą samorządu artystyczno-produkcyjnego. Drugim czynnikiem prowadzącym do narodzin nowego nurtu było pojawienie się pierwszych absolwentów Państwowej Wyższej Szkoły Sztuk Plastycznych w Łodzi pod wodzą Mariana Wimmera, a następnie Państwowej Wyższej Szkoły Filmowej w Łodzi, którzy około 1955 roku mieli okazję „podjąć wiele spraw dotąd przemilczanych”, jak eufemistycznie opisywał rodzące się zjawisko Stanisław Janicki. Absolwenci łódzkiej szkoły filmowej dobrze orientowali się w ówczesnych tendencjach kina światowego; część z nich jako źródło inspiracji wskazywała zjawisko neorealizmu włoskiego, część zaś – poetykę ekspresjonizmu oraz filmu noir. Jako trzeci czynnik przyśpieszający narodziny polskiej szkoły filmowej wymienia się równoległe przemiany w literaturze socrealistycznej, znamionowane przez anonimowy Pamiętnik uczennicy, Poemat dla dorosłych Adama Ważyka oraz – przede wszystkim – opowiadania Marka Hłaski, które ukazywały mroczną stronę przemian w społeczeństwie polskim, wśród nich szalejącą chuliganerię oraz brak perspektyw na przyszłość dla młodzieży.

## Fazy ewolucji

### Faza przedwstępna (lata 1954–1956)

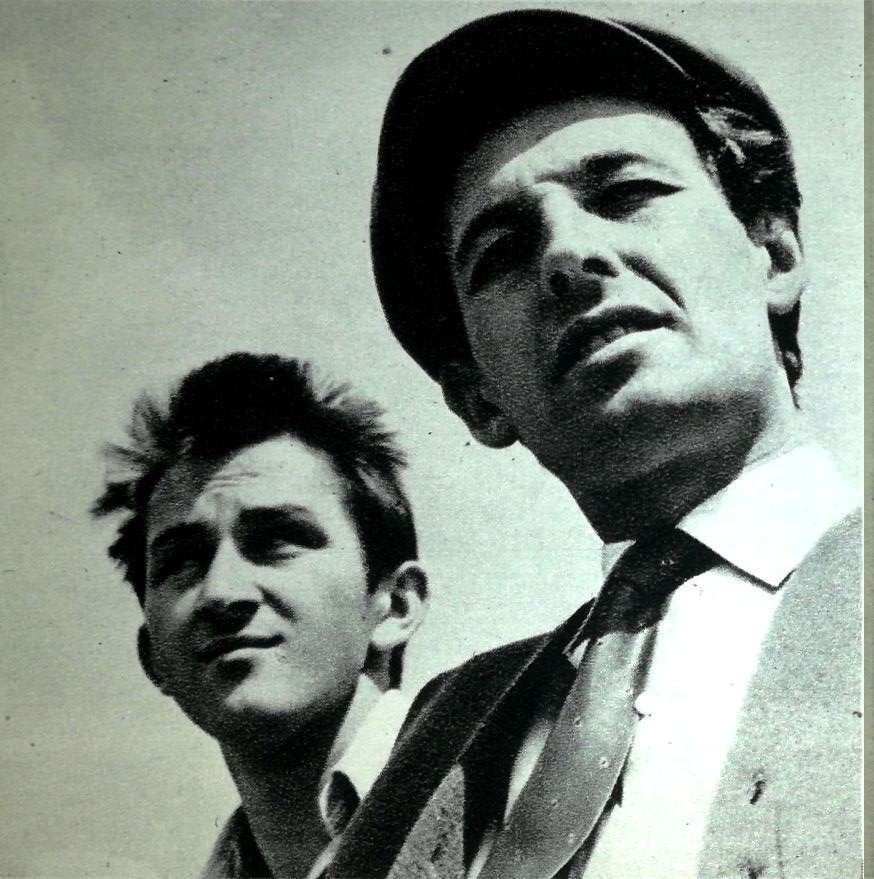
Kazimierz Kutz i Andrzej Wajda (1956)

Jakkolwiek pierwsze oznaki urozmaicania doktryny socrealizmu reprezentowała dylogia Jerzego Kawalerowicza Celuloza (1953) – Pod gwiazdą frygijską (1954), zarówno Tadeusz Lubelski, jak i Marek Hendrykowski za przedwstępną fazę szkoły polskiej uznają okres 1955–1956. Wówczas ukazały się pierwsze filmy fabularne, które wprawdzie wciąż realizowały schematy charakterystyczne dla socrealizmu, ale przynajmniej częściowo przełamywały kanon ówczesnej estetyki. Należy do nich przede wszystkim Pokolenie – film Andrzeja Wajdy zrealizowany w 1954 roku, który miał premierę 26 stycznia 1955 roku. Reżyser Pokolenia zawdzięczał swój debiut Fordowi, który odstąpił Wajdzie scenariusz napisany przez Bohdana Czeszkę z myślą o realizatorze Młodości Chopina. Wajda znajdował się pod silnym wpływem neorealizmu włoskiego, a propagandowa fabuła o przyśpieszonej inicjacji działaczy Związku Walki Młodych podczas II wojny światowej została uwiarygodniona nowym stylem aktorstwa, reprezentowanym przez pokolenie aktorów takich jak Tadeusz Łomnicki i Tadeusz Janczar. Neorealistyczny styl przenikał również Godziny nadziei (1955) Jana Rybkowskiego, ograniczone dramaturgicznie do kilku godzin z ostatnich dni wojny, a także średniometrażowy debiut fabularny Błękitny krzyż (1955) Andrzeja Munka, zrealizowany w autentycznych plenerach paradokument o partyzanckiej działalności zakopiańskiego oddziału Górskiego Ochotniczego Pogotowia Ratunkowego. Hendrykowski jako reprezentanta fazy przedwstępnej szkoły polskiej wskazuje również Cień (1956) Jerzego Kawalerowicza, choć zdaniem Lubelskiego zastosowane w tym filmie zabiegi, na przykład częściowa wiarygodność narratorów oraz wzmagający napięcie montaż, służyły narracji nawołującej do czujności w obliczu działalności wrogów politycznych.

### Faza wstępna (lata 1956–1957)

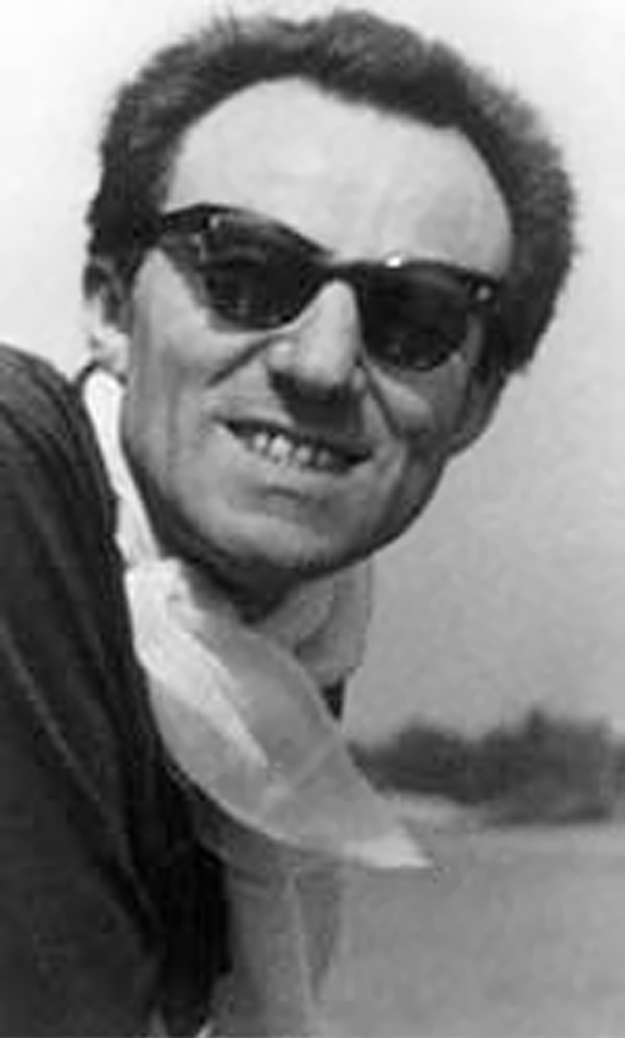
Andrzej Munk

Hendrykowski jako początek istnienia szkoły polskiej wskazuje rok 1956, kiedy zostały wyprodukowane pierwsze filmy zrywające z poetyką socrealizmu. Ich premiera przypadała na rok 1957, na okres burzliwych wydarzeń popaździernikowych. Jako pierwszy wyciągnął z nich konsekwencję Andrzej Munk, realizując film Człowiek na torze. Śledztwo nad przyczynami śmierci maszynisty reprezentującego przedwojenne pokolenie zostało opowiedziane w formie przypominającej Obywatela Kane’a (1941) Orsona Wellesa i Rashōmon (1950) Akiry Kurosawy. Adaptacja noweli Jerzego Stefana Stawińskiego początkowo ukazywała maszynistę Orzechowskiego jako sabotażystę, co przywoływało na myśl poetykę socrealizmu. Wraz z postępem akcji filmu na jaw wychodziło jednak prawdziwe tło wydarzeń: Orzechowski padał ofiarą donosicielstwa ze strony zawistnego karierowicza, a głównym tematem utworu stała się „jedna z najistotniejszych cech stalinowskiego systemu: [...] rozbijanie naturalnych międzyludzkich więzi”.
Jednak to Kanał (1956) Andrzeja Wajdy, również nakręcony na podstawie opowiadania Stawińskiego, zwrócił uwagę krytyki międzynarodowej na rodzące się w Polsce zjawisko filmowe. Zarówno scenarzysta, jak i reżyser uczynili głównym tematem filmu okryte politycznym tabu powstanie warszawskie, a konkretniej – jego ostatnie dni, w trakcie których oddział powstańców podejmuje desperacką próbę przedarcia się kanałami z Mokotowa do Śródmieścia Warszawy. Choć film został początkowo negatywnie przyjęty przez polską krytykę i wzbudził szereg kontrowersji, za granicą odniósł wielki międzynarodowy sukces, przypieczętowany Srebrną Palmą na Festiwalu Filmowym w Cannes. Z poetyką socrealizmu zerwał ostatecznie również Jerzy Kawalerowicz, w swym filmie Prawdziwy koniec wielkiej wojny (1957) portretując psychologiczne konsekwencje hitlerowskiej okupacji na przykładzie losów mężczyzny, który przeżywa traumę po okresie spędzonym w obozie koncentracyjnym.
Do wstępnej fazy szkoły polskiej Hendrykowski zalicza również dwa filmy osadzone w tematyce współczesnej: Zimowy zmierzch (1957) Stanisława Lenartowicza oraz Zagubione uczucia (1957) Jerzego Zarzyckiego. Film Lenartowicza unikał elementów agitacyjnych, w centrum narracyjnym umieszczając postać starca z zapadłej prowincji, zamiast typowego dla socrealizmu młodzieńca z wielkiego miasta. Natomiast dzieło Zarzyckiego kompromitowało założenia poetyki socrealistycznej w duchu podobnym do Człowieka na torze: jego główna bohaterka, przodownica pracy z Nowej Huty, nie potrafiła wychować swego najstarszego z pięciorga dzieci na wzorowego obywatela. Co więcej, jej najstarszy syn wchodził w środowisko chuliganów, co czyniło Zagubione uczucia dziełem spokrewnionym z dokumentalną „czarną serią”.

### Faza druga (lata 1957–1958)
Do drugiej fazy ewolucji szkoły polskiej zalicza się filmy realizowane w 1957 roku i mające premierę w pierwszym półroczu oraz wczesną jesienią 1958 roku. W tej fazie twórcy wynajdowali nowe środki wyrazu i skupiali się na historiach ukazywanych na podstawie doświadczeń jednostek. Głównym przedstawicielem tej fazy jest Eroica (1957) Andrzeja Munka, w której krytycy doszukali się polemiki z Kanałem Wajdy. O ile Kanał ukazywał losy powstańców warszawskich w elegijnym, skrajnie ekspresyjnym tonie, o tyle składająca się z dwóch nowel Eroica rozprawiała się z powstańczym mitem bohaterstwa, protagonistom Wajdy przeciwstawiając racjonalnie myślącego kombinatora Dzidziusia Górkiewicza (Edward Dziewoński) oraz obozowego jeńca Turka (Kazimierz Rudzki). Rzeczywistość II wojny światowej została w filmie zdemitologizowana i ukazana w tonacji groteskowo-tragicznej, czego przykładem była scena, w której Górkiewicz wyrzucał w stronę czołgu niemieckiego pustą butelkę po trunku zamiast butelki z benzyną. Stanisław Różewicz, kolejny reżyser przynależący do szkoły polskiej, zajął pojednawcze stanowisko wobec romantycznej wizji Wajdy z jednej strony oraz sceptycyzmu Munka z drugiej. W filmie Wolne miasto (1958) na podstawie powieści Jana Józefa Szczepańskiego twórca ukazał obronę Poczty Polskiej w Gdańsku we wrześniu 1939 roku. Bohaterowie Różewicza, pełniący skromny zawód poczciarzy, zdaniem Lubelskiego kierowali się „wrodzonym poczuciem przyzwoitości”, które nakazywało im podjąć pozbawioną heroizmu walkę z agresorem.
W drugiej fazie szkoły polskiej do nurtu wkroczyli również dwaj twórcy, którzy zamiast komentować wydarzenia II wojny światowej, skierowali się ku współczesności. Przykładowo, Wojciech Jerzy Has zekranizował opowiadanie Marka Hłaski pod tytułem Pętla, ukazujące skazaną na niepowodzenie walkę pogrążonego w depresji artysty-alkoholika. O ile opowiadanie Hłaski kładło nacisk na biologizm i wulgarność głównej postaci, o tyle Pętla (1957) Hasa czyniła z protagonisty człowieka uwikłanego w pętlę pijaństwa, która Bolesławowi Michałkowi przywodziła na myśl dzieła Franza Kafki. W swoim debiucie fabularnym Has podjął również egzystencjalny temat nieustannie upływającego czasu egzystencji bohatera, znamionowany przez leitmotiv w postaci zegara. Na tematyce egzystencjalnej skoncentrował się również Tadeusz Konwicki w swoim filmowym debiucie Ostatni dzień lata (1958), który stanowił gwałtowny zwrot w jego twórczości. Jako pisarz skompromitowany uprzednim uwikłaniem w literacką twórczość socrealistyczną, Konwicki pragnął zdefiniować na nowo swoją drogę twórczą. Za środki w wysokości 10 000 złotych zrealizował jeden z najtańszych filmów polskich wszech czasów, który zdaniem Lubelskiego wyprzedzał dokonania francuskiej Nowej Fali. Treść filmu – intymne spotkanie rozczarowanego fałszem odgrywanych przez siebie ról chłopaka z dojrzałą kobietą – stanowiła dla Konwickiego pretekst, który pozwalał mu oczyścić się z wpływów socrealizmu. Ostatni dzień lata zdobył Grand Prix na Festiwalu Filmowym w Wenecji w kategorii filmów krótkometrażowych, otwierając Konwickiemu drogę do dalszej kariery filmowej.

### Faza trzecia (lata 1958–1959)

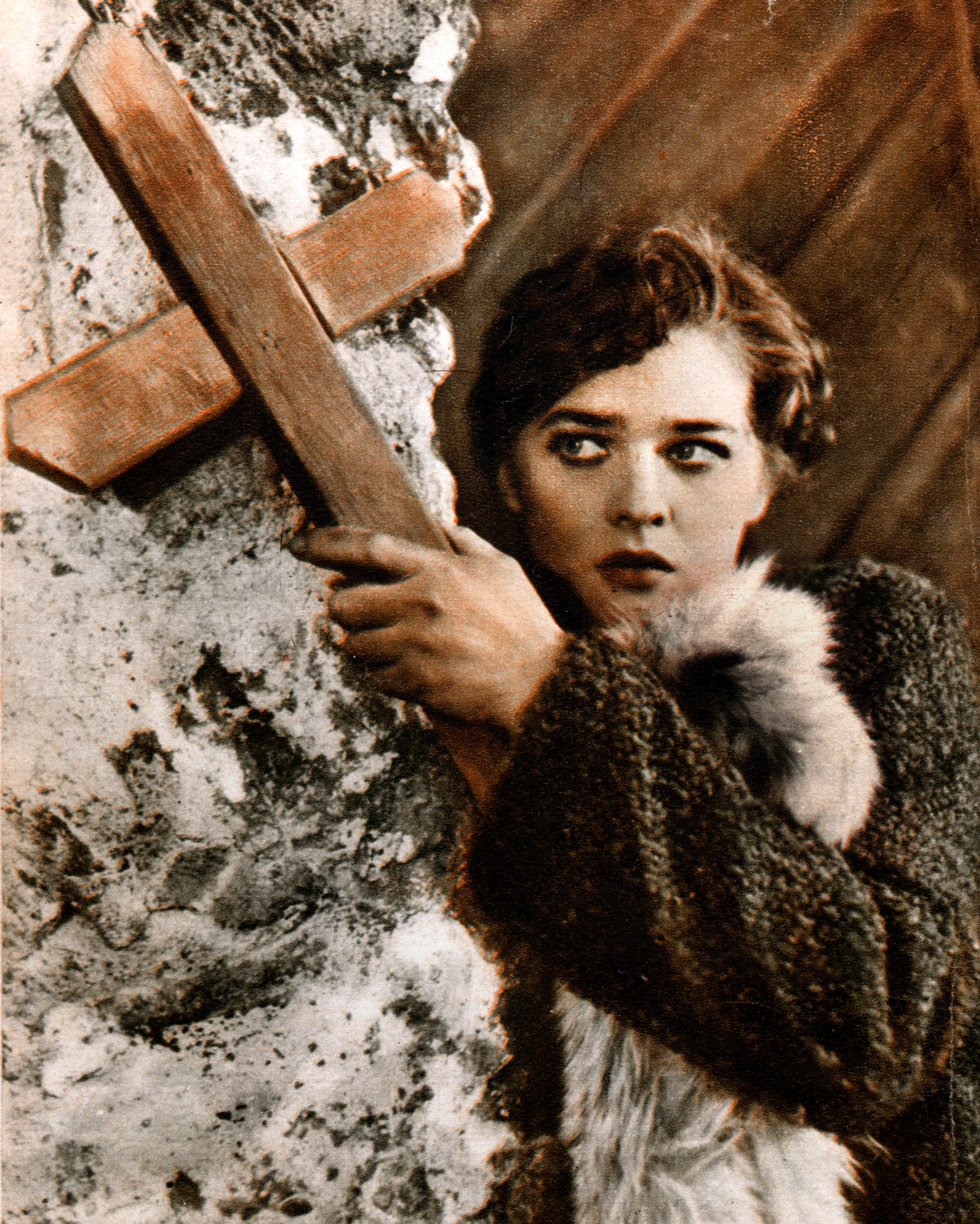
Barbara Modelska w filmie Pigułki dla Aurelii (1959)

Trzecia faza ewolucji szkoły filmowej, przypadająca na koniec 1958 roku i rok 1959, zdaniem Hendrykowskiego odznaczała się dojrzałością i bogactwem twórczych poszukiwań oraz udoskonaleniem wzorca swobodnej adaptacji utworów literackich. Najbardziej docenionym filmem tej fazy był Popiół i diament (1958) Andrzeja Wajdy. Ekranizacja powieści Jerzego Andrzejewskiego w wieloraki sposób nawiązywała do mitów polskiego romantyzmu, przejawiających się w ofiarności głównego bohatera filmu, Maćka Chełmickiego. Grający tę rolę Zbigniew Cybulski wprowadził do polskiego kina nowy, spontaniczny typ aktorstwa, wzorując się na kreacjach Marlona Brando oraz Jamesa Deana. To właśnie grana przez niego postać uwiarygodniła adaptację powieści, w której były członek Armii Krajowej dokonywał zamachu na sekretarza Polskiej Partii Robotniczej. Spore kontrowersje wywołała natomiast Lotna (1959) tego samego reżysera, poświęcona klęsce wojny obronnej Polski we wrześniu 1939 roku. Polemikę z mitem romantycznym Wajda zobrazował na przykładzie surrealistycznej sekwencji szarży ułanów na niemieckie czołgi, która wzbudziła szereg dyskusji na temat wiarygodności historycznej filmu.
Tematyka zamachu powróciła również w Zamachu (1959) Jerzego Passendorfera, paradokumentalnej rekonstrukcji realizacji wyroku śmierci na Dowódcy SS i Policji na dystrykt warszawski Franzu Kutscherze. Również film Pigułki dla Aurelii (1958) Lenartowicza – o tragicznym losie uczestników akcji zbrojnej akowskiego podziemia – nawiązywał w pewien sposób do Popiołu i diamentu, jednak zdaniem krytyków swoją formułą przypominał western osadzony w realiach wojennych. Elementy batalistyki pojawiały się również w filmie Orzeł (1959) – zrealizowanej przez Buczkowskiego opowieści o losach załogi tytułowego okrętu podwodnego. Znacznie bardziej przyziemną od Wajdy wizję losów żołnierzy polskich zaprezentował Kazimierz Kutz w debiutanckim Krzyżu Walecznych (1958), którego struktura nowelowa obracała się wokół wkroczenia na ziemie polskie 1 Armii Wojska Polskiego. Z przybyciem tejże armii wiąże się również akcja Pożegnań (1958) Hasa, które opisywały rozdźwięk między beztroskim życiem ziemiaństwa i bogatego mieszczaństwa w 1939 roku a degradacją tej warstwy społecznej pod koniec wojny. Z kolei w Dezerterze (1958) Witolda Lesiewicza ukazany został problem przymusowego wcielania Polaków spoza Generalnego Gubernatorstwa do Wehrmachtu, a główną oś dramaturgiczną stanowiła tytułowa dezercja głównego bohatera. Motyw ucieczki był obecny także w Białym niedźwiedziu (1959) Jerzego Zarzyckiego, przedstawiającym losy Żyda ukrywającego się w rejonie Zakopanego.
Do trzeciej fazy szkoły filmowej Hendrykowski zalicza również filmy, które odchodziły od tematyki wojennej na rzecz współczesności. Pociąg (1959) Kawalerowicza koncentrował się na losach dwojga ludzi jadących pociągiem z Warszawy nad morze, wprowadzając do kina polskiego elementy modernistycznej melancholii. Na obrzeżach nurtu sytuowała się Baza ludzi umarłych (1958) Czesława Petelskiego, kolejna adaptacja powieści Hłaski, poświęcona tym razem grupie życiowych wykolejeńców próbujących wykonywać swoją pracę na odludziu w Bieszczadach pomimo bardzo złych warunków pracy i braku obiecanego nowego sprzętu. O ile jednak pierwowzór Hłaski (Następny do raju) ukazywał beznadzieję ludzkiego losu w państwie totalitarnym, o tyle Petelski zneutralizował jego przesłanie, zastępując przygnębiające zakończenie happy endem. W dużej mierze ten zabieg spowodował, że Hłasko wycofał swoje nazwisko z czołówki filmu.

### Faza czwarta (rok 1960)

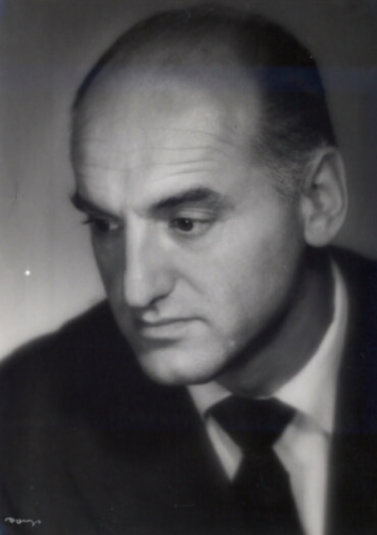
Jerzy Kawalerowicz

W fazie czwartej, przypadającej na 1960 rok, doszło do przesilenia wywołanego odgórną decyzją władz. W czerwcu 1960 roku Sekretariat Komitetu Centralnego Polskiej Zjednoczonej Partii Robotniczej podjął tajną uchwałę, w której poddano krytyce twórczość szkoły polskiej. Sekretariat KC PZPR uznał za nieprawomyślne zarówno filmy o tematyce wojennej, jak na przykład Kanał Wajdy oraz Eroikę Munka, jak i „pesymistyczne i pełne goryczy” utwory współczesne, na przykład Zagubione uczucia Zarzyckiego oraz Pętlę Hasa. Według władz partyjnych priorytet miały mieć „filmy zaangażowane ideowo” o tematyce „moralno-wychowawczej” oraz filmy rozrywkowe przeznaczone dla masowego widza. Uchwała Sekretariatu KC w sprawie Kinematografii nigdy nie została upubliczniona w okresie PRL, a filmowcy poznali ją jedynie podczas konferencji w Spale w październiku 1960 roku.
Za najważniejsze filmy tej fazy Hendrykowski uznał Zezowate szczęście (1960) Andrzeja Munka i Nikt nie woła (1960) Kazimierza Kutza. Film Munka, portretując ćwierćwiecze dziejów Polski z perspektywy konformisty Jana Piszczyka (Bogumił Kobiela), jednocześnie poruszał tematy przemilczane zarówno za rządów sanacji, jak i w epoce stalinizmu. Tym pierwszym tematem było nawiązanie do antysemickich nastrojów panujących w okresie II Rzeczypospolitej, w które przypadkowo wikłał się główny bohater. Drugim zaś – ponury okres powojenny, w którym Piszczyk jako karierowicz gorliwie wykonujący obowiązki służbowe padł ofiarą donosu ze strony zawistnego kolegi i został wtrącony do więzienia. Natomiast Kutz w swoim drugim filmie fabularnym starał się uciekać od tematów politycznych. Nikt nie woła był od samego początku pomyślany jako antyteza Popiołu i diamentu: w przeciwieństwie do Maćka Chełmickiego z dzieła Wajdy, Bożek z filmu Kutza (Henryk Boukołowski) odmawiał wykonania wyroku śmierci i zaszywał się na podupadłej prowincji. Rozpoznany przez jednego z członków podziemia niepodległościowego, wybierał ucieczkę zamiast śmierci.

### Faza piąta (lata 1961–1963)

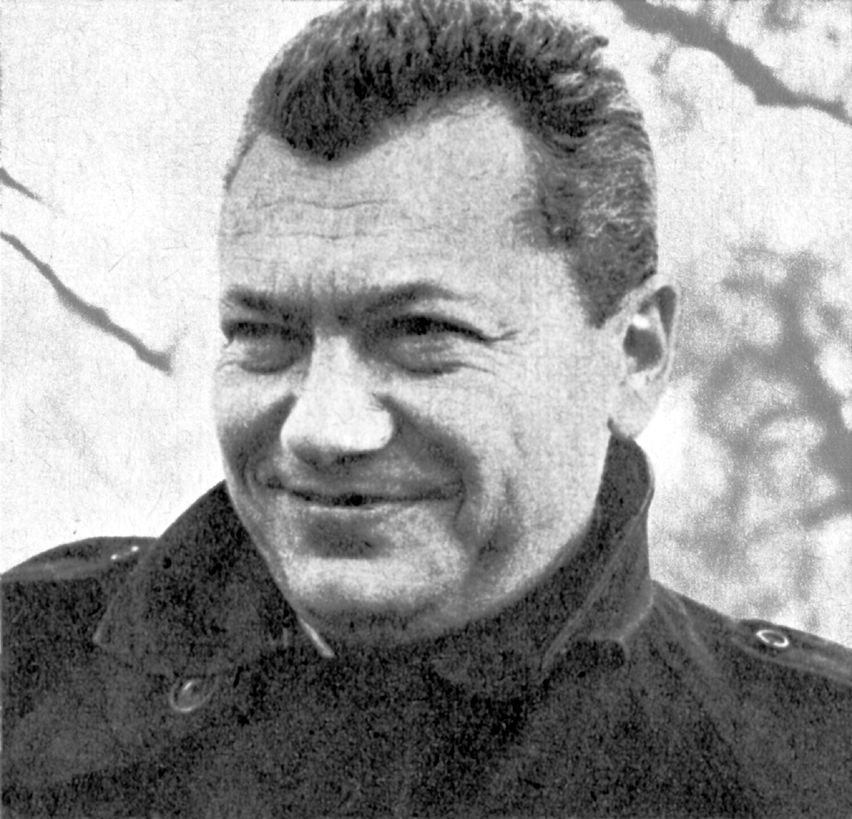
Wojciech Jerzy Has

Zdaniem Hendrykowskiego w fazie piątej, schyłkowej, powstały ostatnie filmy zaliczane do szkoły polskiej, kręcone najczęściej w 1961 roku. Uznanie zdobyło pięć filmów. Nagrodzona Srebrną Palmą na Festiwalu Filmowym w Cannes Matka Joanna od Aniołów (1961) Jerzego Kawalerowicza unikała tematyki wojennej i współczesnej, przenosząc do realiów XVIII-wiecznej Polski temat diabłów z Loudun. Relacja uczuciowa pomiędzy nowym egzorcystą, księdzem Surynem (Mieczysław Voit), a opętaną tytułową matką przełożoną klasztoru (Lucyna Winnicka), została zobrazowana przez Kawalerowicza jako alegoria losów człowieka w społeczeństwie totalitarnym. Zaduszki (1961) Konwickiego z kolei przyjmowały konwencję filmu nowofalowego z długimi retrospekcjami, w którym reżyser jeszcze raz rozpamiętywał swoją socrealistyczną przeszłość, wybierając kilka wątków ze swoich wcześniejszych powieści. Nowelową formułą cechowało się również nagrodzone na weneckim Festiwalu Filmów dla Dzieci i Młodzieży Świadectwo urodzenia (1962) Stanisława Różewicza, w którym reżyser zobrazował doświadczenia II wojny światowej z perspektywy bezbronnych dzieci.
Rozrachunek z dziedzictwem szkoły polskiej podjął w 1962 roku Wojciech Jerzy Has, realizując Jak być kochaną. Tematem filmu Hasa były dzieje aktorki (Barbara Krafftówna), która w okresie II wojny światowej występowała w teatrach zajętych przez Niemców, jednocześnie ukrywając mężczyznę podejrzanego o zabicie volksdeutscha. Tego mężczyznę uosabiał znany z Popiołu i diamentu Zbigniew Cybulski, a rozwiązaniem wątku fabularnego filmu była ironiczna replika „sceny z lampkami” z filmu Wajdy, w której pojawiła się ta sama pieśń patriotyczna Czerwone maki na Monte Cassino. Cybulski w ujęciu Hasa okazywał się zapijaczonym kabotynem i mitomanem wspominającym swój rzekomy czyn bohaterski. Za zamknięcie nurtu uznawany jest nieukończony film Pasażerka (1963) Munka, który przedstawiał relację pomiędzy więźniarką obozu koncentracyjnego Auschwitz-Birkenau (Anna Ciepielewska) a jej hitlerowską nadzorczynią (Aleksandra Śląska). W trakcie jego realizacji Munk zginął w 1961 roku w wypadku samochodowym, a fragmenty zrealizowanego materiału zmontował przyjaciel reżysera, Witold Lesiewicz; komentarz opracował Wiktor Woroszylski. Pokazana na Festiwalu Filmowym w Cannes Pasażerka stała się wraz z upływem czasu najbardziej cenionym filmem Munka.

## Poetyka i estetyka
Polska szkoła filmowa wyróżniała się stylem artystycznym wywiedzionym z estetyki niemieckiego ekspresjonizmu filmowego, włoskiego neorealizmu oraz filmu noir. Wielką inspirację dla twórców formacji stanowił przede wszystkim Obywatel Kane (1941) Orsona Wellesa. Na poziomie opowiadania bezpośrednio do dzieła Wellesa nawiązał Munk, w Człowieku na torze proponując narrację subiektywną, wytwarzaną przez wielość retrospektywnych wspomnień dających tło dla tragicznego zdarzenia. César Ballester zauważył, że sposób filmowania Człowieka na torze przez ekipę filmową wytwarza klimat charakteryzujący kino noir, a końcowa fraza padająca w dziele Munka: „duszno tu”, odzwierciedla napięcie wynikające z wydarzeń epoki stalinowskiej. Natomiast Eroica Munka oraz Popiół i diament Wajdy w warstwie estetycznej odwoływały się do Obywatela Kane’a w dużej mierze za sprawą innowacji, jaką stała się głębia ostrości. Umożliwiała ona realizację akcji na kilku planach jednocześnie oraz rozbudowaną przestrzeń dźwięku.
Podczas kręcenia Eroiki odpowiedzialny za zdjęcia Jerzy Wójcik wprowadził do polskiej kinematografii technologię wide screen (kaszetowanego ekranu), dzięki której upowszechnił się w polskich kinach format 1,66:1; Wójcik wykorzystał również francuskie kamery z obiektywem 18 mm, które w segmencie Ostinato lugubre służyły podkreśleniu dusznego klimatu więziennego. W kolejnych filmach kręconych przez Wójcika: Popiele i diamencie, Nikt nie woła czy też Matce Joannie od Aniołów, operator subtelną grą światłocieni nadawał symboliczne znaczenie bieli, szarości oraz czerni. Warstwa znaczeniowa dzieła Wójcika szczególnie widoczna jest w Nikt nie woła, kiedy wizualnemu odosobnieniu obojga głównych bohaterów towarzyszy sążnisty deszcz. Dla odmiany Jerzy Lipman podczas prac nad Kanałem wykonywał przede wszystkim ujęcia w planie bliskim, z żabiej perspektywy, obrazując przy tym klaustrofobiczny charakter błąkaniny w czeluściach tytułowych kanałów. Natomiast Jan Laskowski w Prawdziwym końcu wielkiej wojny Kawalerowicza wprowadził do polskiej kinematografii subiektywne ujęcia kamery, które podkreślały rozstrój psychiczny bohatera naznaczonego piętnem obozu koncentracyjnego.
W części opracowań niektóre filmy szkoły polskiej przyrównuje się do dzieł niemieckiego ekspresjonizmu i kina noir. Przykładowo, James Knight z pisma „Senses of Cinema” odnalazł w Pociągu Kawalerowicza nawiązanie do M – mordercy (1931) Fritza Langa, w którym występowała podobna scena samosądu na domniemanym sprawcy morderstwa. Alicja Helman zauważyła związek stylistyczny Kanału Wajdy z filmami noir Carola Reeda: Niepotrzebni mogą odejść (1947) oraz Trzecim człowiekiem (1949), polegający na podobnym zobrazowaniu ucieczki kanałami. Z drugim z filmów Helman skojarzyła również Pigułki dla Aurelii Lenartowicza, który to film dla polskiej filmoznawczyni stanowił zarazem przykład inspiracji surrealistycznym kinem Luisa Buñuela. Podobieństwa do filmów noir dostrzegła również Kamila Żyto w Pętli Hasa, która pod względem sugestywnie pesymistycznego, mrocznego klimatu przypomina Stracony weekend (1945) Billy’ego Wildera. Także Ewelina Nurczyńska-Fidelska uznała część filmów szkoły polskiej – Zimowy zmierzch, Pętlę, Zagubione uczucia i Bazę ludzi umarłych – za reprezentantów estetyki noir (określanej przez nią mianem „czarnego realizmu”), która wyrażała się w portrecie chuliganerii, mrocznych zakątków miejskich oraz obecności femmes fatales.
Ważną rolę w wypracowywaniu poetyki szkoły polskiej odegrała również mowa ezopowa. Filmy szkoły polskiej przemycały podprogowe treści, które bezpośrednio wyartykułowane wzbudziłyby czujność ówczesnej cenzury. Przykładowo, w Kanale Wajdy zakratowane wyjście z widokiem na drugą stronę Wisły sugerowało w powszechnej opinii bierność radzieckich wojsk, które zatrzymały się na prawobrzeżnej Warszawie i nie wspomogły polskich powstańców. W Popiele i diamencie specyficzna symbolika (żołnierze podziemia niepodległościowego zapalający szklanki ze spirytusem niczym znicze na cześć poległych przyjaciół) powodowała, że to właśnie zdemoralizowani ludzie podziemia, a nie wspominający hiszpańską wojnę domową komuniści, zyskiwali sympatię publiczności.

## Odbiór

### Recepcja krytyczna w Polsce
Zjawisko polskiej szkoły filmowej wywołało szereg dyskusji i polemik z jej głównymi autorami. Najbardziej przychylny wobec tego nurtu był Aleksander Jackiewicz, który szczególnie cenił sobie twórczości Wajdy oraz Munka. Zwłaszcza Człowieka na torze Jackiewicz uznał za skuteczny rozrachunek z „mitologią minionego okresu”. Dobrze zjawisko przyjęli również tacy krytycy, jak Krzysztof Teodor Toeplitz, Stanisław Grzelecki, Alicja Helman, Bolesław Michałek, Stanisław Ozimek, Jerzy Płażewski oraz Jan Józef Szczepański.
Zygmunt Kałużyński spośród utworów szkoły polskiej faworyzował twórczość Munka, który wedle krytyka skutecznie walczył z „kultem szaleńczego, pseudopatriotycznego heroizmu”. Krytycznie odnosił się natomiast do filmów Wajdy z okresu szkoły polskiej, a całemu nurtowi zarzucał skrajny pesymizm. Przeciw formacji wystąpiła również Irena Merz, twierdząc, że „wypłynęła [ona] na fali koniunktury politycznej”. Surowo potraktował szkołę polską także Andrzej Kijowski, protestując szczególnie przeciwko obrazoburczemu Zezowatemu szczęściu i klasyfikując cały nurt jako „polską szkołę masochizmu”.
Po latach szkoła polska doczekała się bardziej zdystansowanych opracowań. Kazimierz Brandys odczytywał w nurcie przejaw tradycji polskiej literatury romantycznej, reprezentującej wielość postaw intelektualnych. Jerzy Toeplitz uważał, że to właśnie dzięki szkole polskiej widownia miała okazję ujrzeć aktorów posługujących się nowym stylem aktorskim, takich jak Tadeusz Janczar, Zbigniew Cybulski, Tadeusz Łomnicki, Adam Pawlikowski i Gustaw Holoubek. Tadeusz Lubelski pisał, iż „pojęcie to w filmowej historiografii okazało się trwałe, jak włoski neorealizm czy francuska Nowa Fala”. Jerzy Płażewski zauważył, że dzięki powstaniu zespołów filmowych szkoła polska pozwoliła rodzimemu kinu wyrwać się z kajdan ścisłej zależności politycznej na skalę bezprecedensową w bloku państw socjalistycznych. Helman również stwierdziła, iż w stosunku do czasów socrealizmu „był to przełom, wielka zmiana, jak za dotknięciem czarodziejskiej różdżki”. Andrzej Wajda zauważył, że polska szkoła filmowa odegrała większą rolę w kształtowaniu świadomości Polaków aniżeli literatura, gdyż mogła używać środków wyrazu niemożliwych do łatwego uchwycenia przez cenzurę. Zdaniem Marka Haltofa współcześni mu widzowie odczytywali filmy szkoły polskiej jako uniwersalne dramaty o moralnych wyborach i dylematach.

### Recepcja krytyczna poza granicami Polski
W Związku Socjalistycznych Republik Radzieckich obieg filmów szkoły polskiej był ograniczony. Na Światowym Festiwalu Młodzieży i Studentów w Moskwie premiera filmu Kanał wywołała wielkie poruszenie wśród widowni, co było jednym z czynników decydujących o zakończeniu kulturalnej odwilży w ZSRR. Kolejne filmy szkoły polskiej, na przykład Eroica, Pętla, Baza ludzi umarłych, Krzyż Walecznych, Ostatni dzień lata, Ósmy dzień tygodnia, Popiół i diament albo doczekały się premiery z wieloletnim opóźnieniem, albo w ogóle nie weszły na ekrany. Postrzegano je jako „rewizjonistyczne”, czego dowodziła publikacja Rościsława Jurieniewa O wpływie rewizjonizmu na sztukę filmową Polski Ludowej, będąca paszkwilem na popaździernikowe kino polskie.
W Czechosłowacji dzieła polskiej szkoły filmowej zostały wyświetlone z kilkuletnim opóźnieniem. Na konferencji w Pradze w 1957 roku rodzące się zjawisko zostało skrytykowane jako „wrogie wobec ustroju socjalistycznego”, co przyczyniło się do zmarginalizowania go za południową granicą. Dopiero na początku lat 60. widzowie mieli okazję ujrzeć należące do szkoły polskiej filmy Wajdy oraz Munka. O ile dzieła Wajdy były zrozumiałe dla czechosłowackiego widza ze względu na czytelne odwołania do romantyzmu, o tyle najlepiej przyjętymi filmami Munka okazały się nagrodzony na Festiwalu Filmowym w Karlowych Warach Człowiek na torze oraz Pasażerka, natomiast groteskowość Eroiki i jej umocowanie w micie powstania warszawskiego sprawiały problemy w odczytaniu intencji takich postaci jak Dzidziuś Górkiewicz.
Krytycy piszący na łamach „Sight & Sound” różnie traktowali filmy szkoły polskiej. Pokolenie i Kanał Wajdy zostały docenione przez Lindsaya Andersona jako filmy o budzeniu się świadomości społecznej, natomiast inny krytyk Gene Moskowitz podjął pierwszą próbę klasyfikacji nurtu, rozróżniając filmy „dworskie” (Pokolenie, Człowiek na torze) oraz „październikowe” (Kanał, Eroica). Krytycy „Sight & Sound” powściągliwie odnosili się do filmów Kawalerowicza, Różewicza oraz Hasa, traktując ponadto Popiół i diament jako przejaw stylistycznego ekscesu, natomiast cenili debiut Konwickiego i kino Munka, szczególnie zaś – Pasażerkę.
Polska szkoła filmowa była ceniona we Francji; Człowiek na torze został opisany przez Georges’a Sadoula jako niesamowicie zrealizowany film, posługujący się oszczędną formą. Kanał został przyjęty sceptycznie przez „Le Monde”, natomiast pisma „Libération”, „Combat” oraz „Positif” potraktowały ów film o powstaniu warszawskim jako porażający pokaz nazistowskiego okrucieństwa. Reżyser Jean Renoir ocenił Popiół i diament jako porównywalny z dziełami Ericha von Stroheima. Z rozczarowaniem krytyka francuska przyjęła natomiast Pożegnania i Jak być kochaną, traktując je jako zbyt hermetyczne. Współtwórca francuskiej Nowej Fali, Jean-Luc Godard, zarzucał sięgającym w przeszłość filmom szkoły polskiej zbyt późne podjęcie tematu II wojny światowej. O ile Pasażerkę Munka Godard cenił za oryginalność formy, o tyle na przykład Kanał Wajdy był dlań jedynie filmem wspomnieniowym.
Zjawisko podzieliło również krytyków z amerykańskiego czasopisma „Film Quarterly”. O ile Popiół i diament był odczytywany jako film o większym potencjale politycznym aniżeli formalnym, o tyle Ernest Callenbach w Eroice Munka docenił bezpośredniość wypowiadania się na tematy polityczne. Również Pasażerka została przyjęta przychylnie ze względu na oryginalne, zdystansowane ujęcie tematu Auschwitz, a Jak być kochaną zdaniem Callenbacha reprezentował podobnie twórcze studium „psychologii kobiecej”. C.A. Milverton szczególnie wyróżniał Ostatni dzień lata Konwickiego, uznając go za najciekawszy film szkoły polskiej. David Hull, zachowując większy sceptycyzm, w zbiorowym artykule poświęconym późnej fazie szkoły polskiej wytykał reżyserom – od Passendorfera po Zarzyckiego – histeryczne przedstawienie wojny. Jako najlepszy z polskich filmów z lat 1959-1961 Hull wytypował Krzyż Walecznych Kutza.

## Znaczenie
Polska szkoła filmowa wywarła znaczący wpływ na lokalną kinematografię; zdaniem Davida Bordwella i Kristin Thompson była również najważniejszą formacją filmową lat 50. XX wieku na terenie Europy Wschodniej. Pomimo że została zneutralizowana przez władze komunistyczne, jej echo pobrzmiewało w takich filmach z lat 60. XX wieku, jak Salto (1965) Konwickiego, Szyfry (1966) Hasa oraz Westerplatte (1967) Różewicza. Do szkoły polskiej świadomie nawiązywały takie filmy, jak czechosłowacki Tu są lwy (1958) Václava Krski, węgierski Świadek (1969) Pétera Bacsó, a nawet dzieła japońskiego reżysera Nagisy Ōshimy. Próbą odnowienia szkoły polskiej były realizowane w latach 90. filmy wojenne Andrzeja Wajdy: Korczak (1990), Pierścionek z orłem w koronie (1992) oraz Wielki Tydzień (1993), które jednak okazały się artystyczną porażką. Niekiedy jako ostatni film związany w pewnym stopniu ze szkołą polską wskazuje się Pułkownika Kwiatkowskiego (1995), które to dzieło Kutz wyreżyserował na podstawie znacznie wcześniejszego scenariusza Stawińskiego, niemożliwego do zrealizowania w okresie PRL-u. Jako symboliczny hołd dla szkoły polskiej krytycy uznawali również Idę (2013) Pawła Pawlikowskiego, która podobnie jak dzieła nurtu poruszała tematy wzbudzające gwałtowną dyskusję publiczną, a także pod względem sposobu kadrowania, kontrastu czerni i bieli oraz faktury obrazu przypominała filmy Matka Joanny od Aniołów Kawalerowicza i Nikt nie woła Kutza.
Do inspiracji m.in. polską szkołą filmową przyznał się amerykański reżyser Martin Scorsese. W czasie nadania mu tytułu honorowego doktoratu Łódzkiej Szkoły Filmowej wyznał, że duży wpływ na jego twórczość ma polska kinematografia:

Nie umiem wytłumaczyć, jak wielki wpływ miało wasze kino – w tym Wajda, Polański i Skolimowski, cała grupa tego czasu – na moją twórczość filmową. I ma do dziś, bo gdy robię film zazwyczaj łapię się na tym, że pokazuję aktorom czy operatorom właśnie polskie filmy z lat 50.

W 2014 roku Scorsese patronował z tego powodu jednej z największych prezentacji polskiego kina za granicą w historii – Martin Scorsese Presents: Masterpieces of Polish Cinema (pol. Martin Scorsese prezentuje: Arcydzieła polskiej kinematografii). Do cyklu pokazów organizowanych w Stanach Zjednoczonych, Kanadzie i Wielkiej Brytanii reżyser wytypował kilkanaście filmów uznanych przez siebie za arcydzieła polskiej kinematografii. Na liście tej znalazło się między innymi pięć filmów z okresu polskiej szkoły filmowej. Były to Eroica Andrzeja Munka, Ostatni dzień lata Tadeusza Konwickiego, Popiół i diament Andrzeja Wajdy oraz Matka Joanna od Aniołów i Pociąg Jerzego Kawalerowicza.

## Filmografia
| Film                            | Premiera             | Reżyser               |
| ------------------------------- | -------------------- | --------------------- |
| Człowiek na torze               | 17 stycznia 1957     | Andrzej Munk          |
| Zimowy zmierzch                 | 1 lutego 1957        | Stanisław Lenartowicz |
| Kanał                           | 20 kwietnia 1957     | Andrzej Wajda         |
| Prawdziwy koniec wielkiej wojny | 10 października 1957 | Jerzy Kawalerowicz    |
| Zagubione uczucia               | 21 października 1957 | Jerzy Zarzycki        |
| Eroica                          | 4 stycznia 1958      | Andrzej Munk          |
| Pętla                           | 20 stycznia 1958     | Wojciech Jerzy Has    |
| Ostatni dzień lata              | 4 sierpnia 1958      | Tadeusz Konwicki      |
| Wolne miasto                    | 1 września 1958      | Stanisław Różewicz    |
| Popiół i diament                | 3 października 1958  | Andrzej Wajda         |
| Dezerter                        | 12 października 1958 | Witold Lesiewicz      |
| Pożegnania                      | 13 października 1958 | Wojciech Jerzy Has    |
| Pigułki dla Aurelii             | 24 listopada 1958    | Stanisław Lenartowicz |
| Zamach                          | 12 stycznia 1959     | Jerzy Passendorfer    |
| Orzeł                           | 7 lutego 1959        | Leonard Buczkowski    |
| Krzyż Walecznych                | 27 marca 1959        | Kazimierz Kutz        |
| Baza ludzi umarłych             | 10 sierpnia 1959     | Czesław Petelski      |
| Pociąg                          | 6 września 1959      | Jerzy Kawalerowicz    |
| Lotna                           | 27 września 1959     | Andrzej Wajda         |
| Biały niedźwiedź                | 3 grudnia 1959       | Jerzy Zarzycki        |
| Zezowate szczęście              | 4 kwietnia 1960      | Andrzej Munk          |
| Nikt nie woła                   | 31 października 1960 | Kazimierz Kutz        |
| Matka Joanna od Aniołów         | 9 lutego 1961        | Jerzy Kawalerowicz    |
| Świadectwo urodzenia            | 2 października 1961  | Stanisław Różewicz    |
| Zaduszki                        | 5 grudnia 1961       | Tadeusz Konwicki      |
| Jak być kochaną                 | 11 stycznia 1963     | Wojciech Jerzy Has    |
| Pasażerka                       | 20 września 1963     | Andrzej Munk          |